# Saraiella alexanderi
Saraiella alexanderi är en tvåvingeart som beskrevs av Vaillant 1973. Saraiella alexanderi ingår i släktet Saraiella och familjen fjärilsmyggor.
Artens utbredningsområde är Colorado. Inga underarter finns listade i Catalogue of Life.